# Flaviellus aggregatus
Flaviellus aggregatus är en skalbaggsart som beskrevs av Gordon 1977. Flaviellus aggregatus ingår i släktet Flaviellus och familjen Aphodiidae. Inga underarter finns listade i Catalogue of Life.